# Therese Tärnholm
Marie Therese Gunilla Tärnholm, tidigare Andersson, född 11 april 1975 i Enskede församling i Stockholm, är en svensk militär.

## Biografi
Therese Tärnholm avlade sjöofficersexamen 1998 och utnämndes samma år till fänrik i Första ubåtsflottiljen, varpå hon tjänstgjorde i tre år som motorbefäl på samtliga ubåtar i Gotland-klassen. Efter det studerade hon i fyra och ett halvt år maskinteknik med marin inriktning på Tekniska högskolan parallellt med studier vid Militärhögskolan Karlberg, varefter hon åter tjänstgjorde vid Första ubåtsflottiljen. Sedan 2019 är hon doktorand vid Tekniska högskolan och forskar om obemannade undervattensfarkoster ur ett försvarsperspektiv, samtidigt som hon parallellt arbetar med forskning och utveckling vid Marinstaben. Hennes grad är (år 2022) kommendörkapten.
Therese Tärnholm invaldes som ledamot av Kungliga Örlogsmannasällskapet 2022.